# Exposición Universal de París (1900)
La Exposición Universal de París (1900) (Exposition universelle, en francés) tuvo lugar del 15 de abril al 12 de noviembre de 1900 en París, Francia.
Tenía una superficie de 120 hectáreas, fue visitada por 50 860 801 personas, participaron 58 países y tuvo un coste total de 18 746 186 dólares.
La estación de Orsay (ahora Museo de Orsay), el Petit Palais, el Grand Palais y el puente Alejandro III fueron construidos para celebrar la Exposición Universal. El Petit Palais y el Grand Palais fueron construidos sobre el emplazamiento del Palacio de la Industria, fruto de una Exposición Universal precedente (1855).
Una gran noria fue construida en la avenida de Suffren. Tenía un diámetro de 100 metros y fue demolida en 1937.
Los Juegos Olímpicos de París 1900 fueron organizados durante la Exposición.

## Contexto histórico

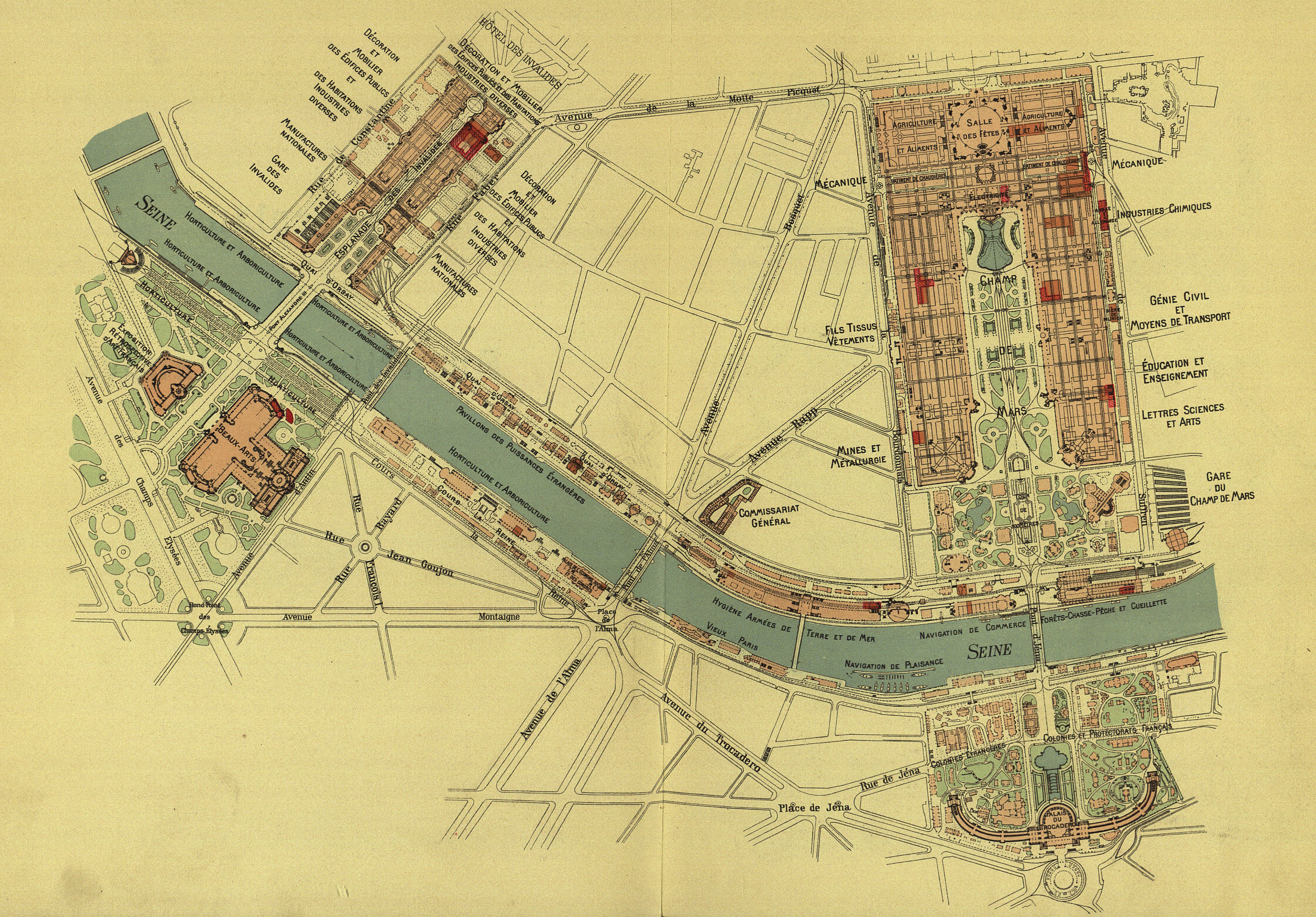
Mapa de Exposición Universal, 1900

En los siglos XIX y XX se comenzaron a realizar exposiciones en varios países de Europa de carácter bienal, durante los cuales se exponían las últimas creaciones de ingeniería, diseño, arte y ciencia, con el objetivo de mostrar los últimos avances tecnológicos de la modernidad en estos campos. En ese momento de la historia, la capital de Francia, París, fue nombrada capital de la modernidad, en consecuencia de las grandes Ferias de 1889 Y 1900, cuya exhibición, en cada una, fue un parte aguas de los adelantes del siguiente siglo.  En  L'Exposition de Paris 1900 (Exposición Universal), la ciudad contó con una participación internacional de +40 países, 25 colonias y un costo total de 119.225.707 francos.
La Feria se inauguró el 14 abril, tuvo una duración de 212 días y la clausura se llevó a cabo el día 12 noviembre del mismo año, con una asistencia de 50.860.801 personas, entre asistentes, personal, expositores y delegados internacionales.
París sufrió reconstrucciones en algunos de sus monumentos y edificios y adaptaciones en otros, para preparar a la ciudad para la exposición más grande hasta la fecha, haciendo uso de +100 hectáreas, 42 kilómetros de longitud y 60,000 expositores, formando parte del estilo que recorría Europa, la bella era.

## Atracciones principales
La Exposición de 1900 ha sido la más grande hasta la fecha, para la cual, el gobierno parisino comenzó con la preparación de la ciudad desde 1892, culminando las preparaciones con un evento más grande, logísticamente, del planeado en primer lugar. La convocatoria para el diseño de las principales atracciones se vio transformada en una colaboración entre diseñadores y arquitectos,que en conjunto, lograron llevar a cabo las construcciones más visitadas de la Feria:
- Porte Monumentale: también conocida como la Salamandre, estaba ubicada en la entrada oriental de la Feria, en la plaza de La Concorde; la puerta estaba coronada por la estatua La Parisienne, diseñada por el escultor Moreau-Vauthier.
- Le Grand Palais y Le Petit Palais: se localizan a ambos costados del puente Alejandro III; a diferencia de otros pabellones que se construyeron para la exposición, estos palacios se construyeron de manera permanente. figurando como una de las principales atracciones de ese año. Ambos Palacios tenían la finalidad de exhibir piezas de arte.
- Palais de l'électricité: El Palacio de la electricidad era una construcción decorada exclusivamente con bulbos eléctricos, la cual contaba con un espectáculo de agua y luces en las noches.
- Galería de las máquinas: Los hermanos Lumieré proyectaron dentro de esta galería, los filmes cortos de 25 minutos que ellos realizaron, mostrando al público las nuevas herramientas fílmicas que desarrollaron.
- Quai d'Orsay: La Estación de Orsay fue restaurada para el inicio de la Feria, agregando una línea
- Rue de l'Avenir: las calles móviles comenzaron a popularizarse en las Ferias Internacionales, gracias al diseño que los ingenieros M.M. Schmidt y Silsbee desarrollaron para la Exposición de Chicago de 1893 y que fue implementado en la Exposición de 1900 en una plataforma de madera, la cual recorría 3.5km en La calle de las Naciones[6]
- Palais de l'optique: El palacio de la óptica fue diseñado por Georges Leroux; dentro de cual se construyó un globo eléctrico, el cual asemejaba a la luna; también se construyó el telescopio refractor más grande hasta esa fecha, con el cual se podía visualizar la luna a 46 millas de distancia.

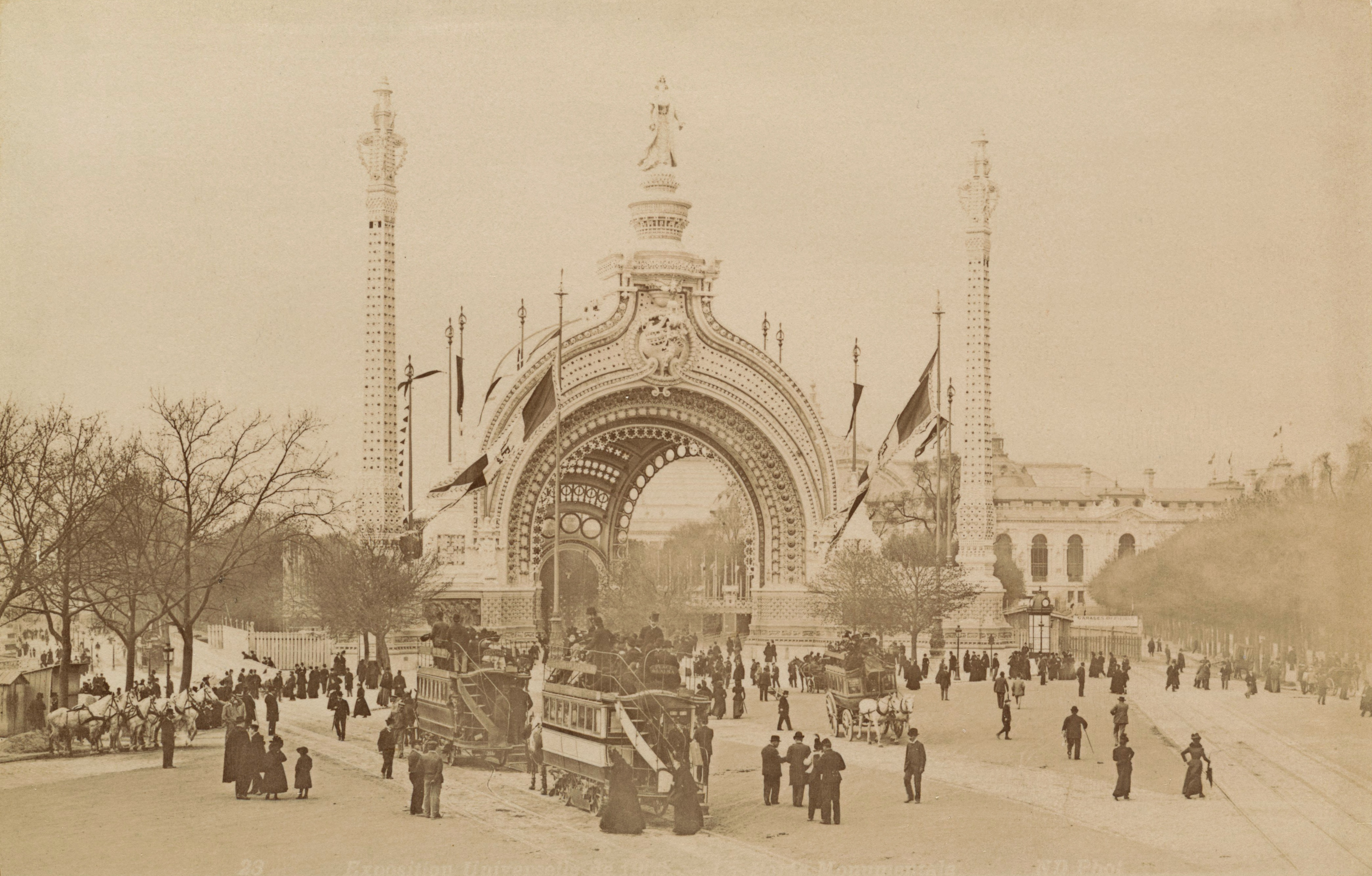
La Porte Monumentale, Plaza de la Concordia
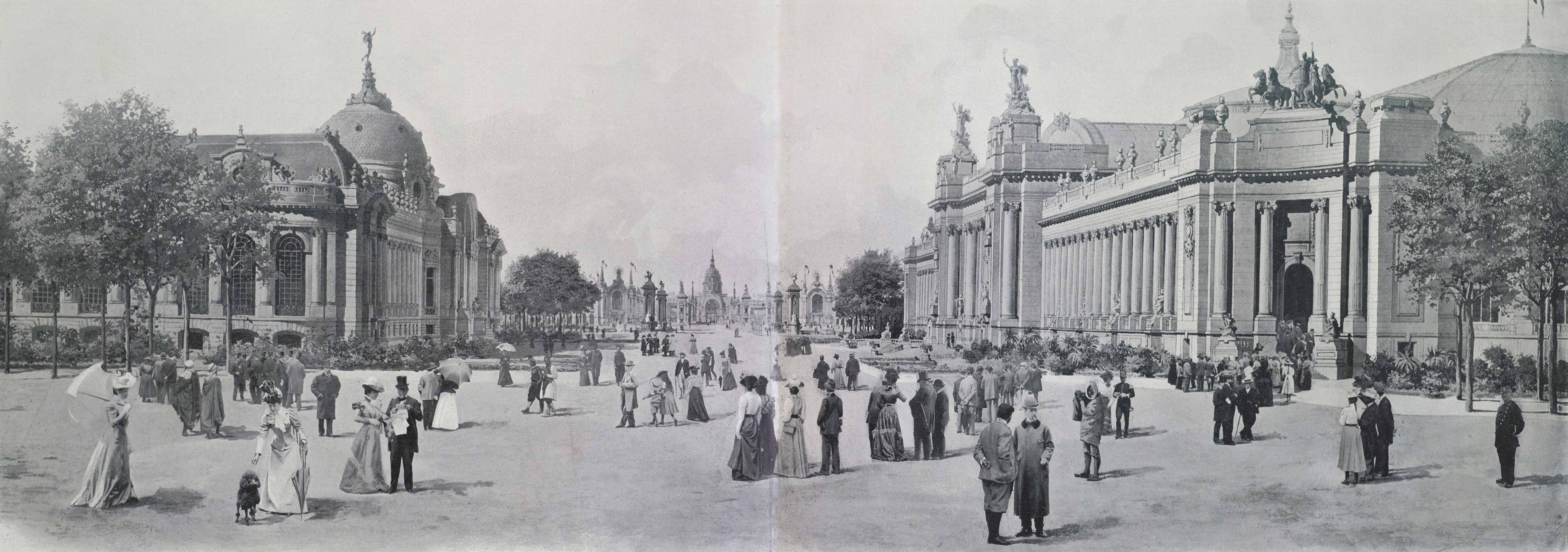
Le Grand Palais y Le Petit Palais, explanada Les Invalidés
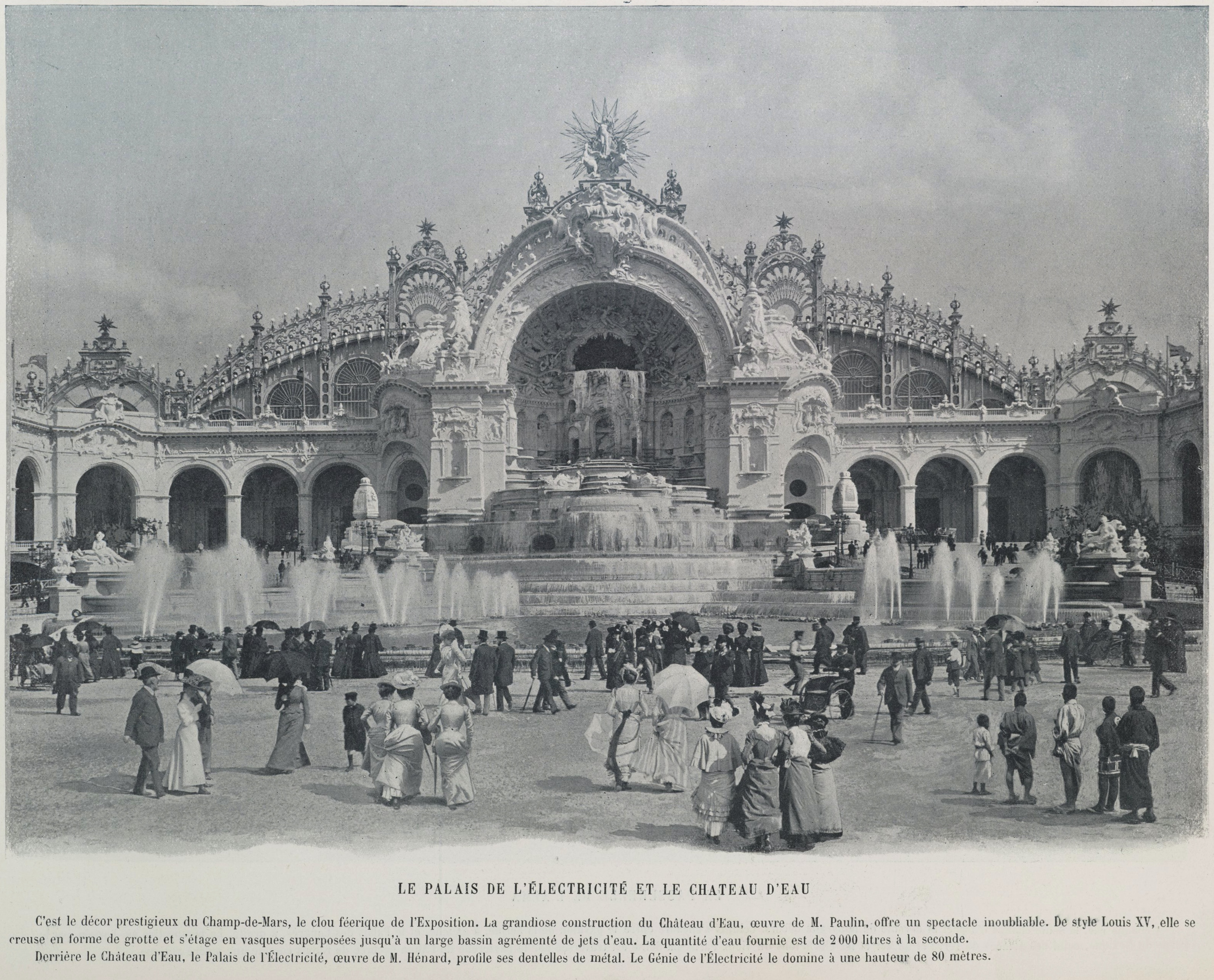
Palais de l'électricité
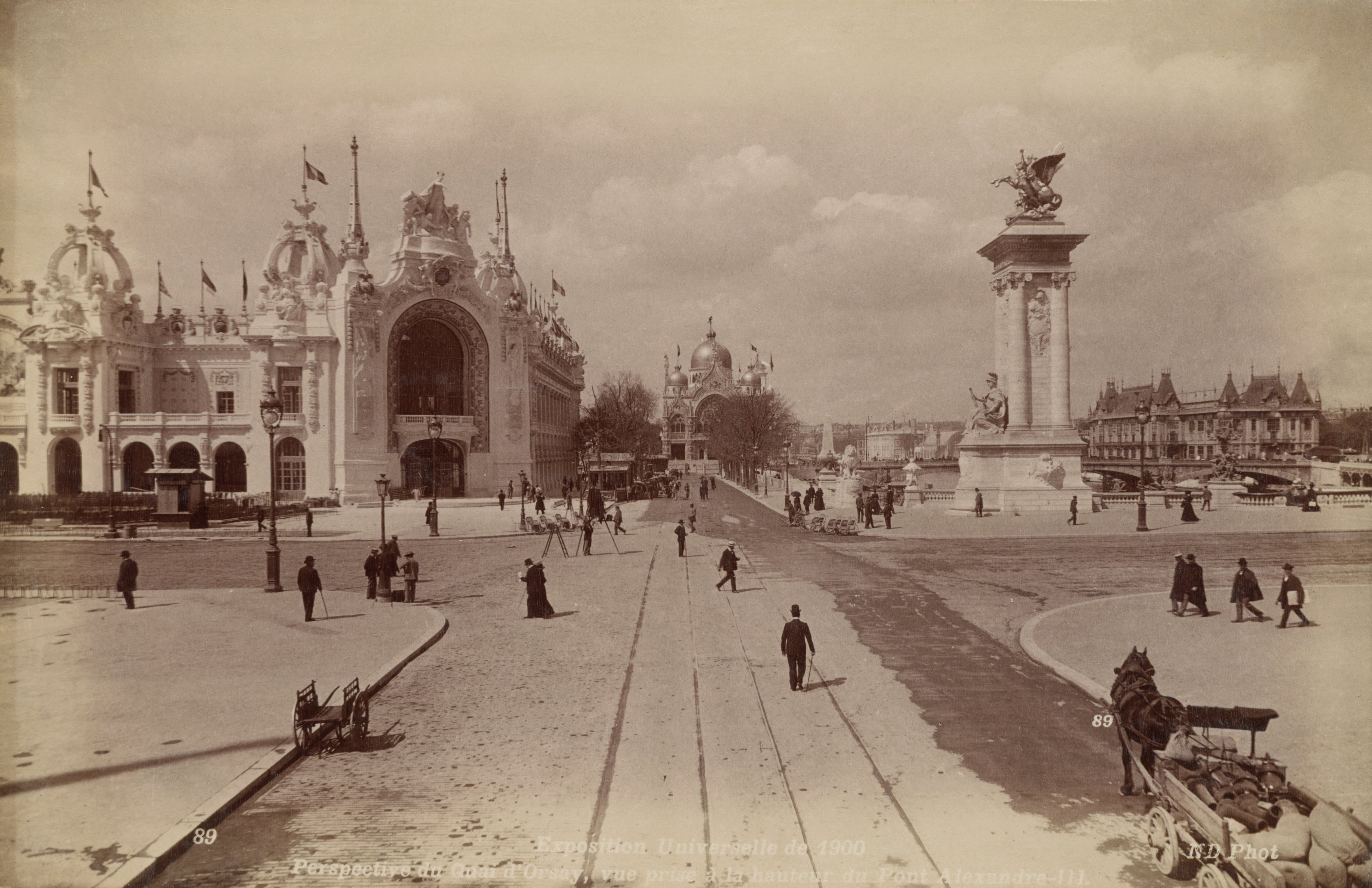
Quai d'Orsay, puente Alexandro III
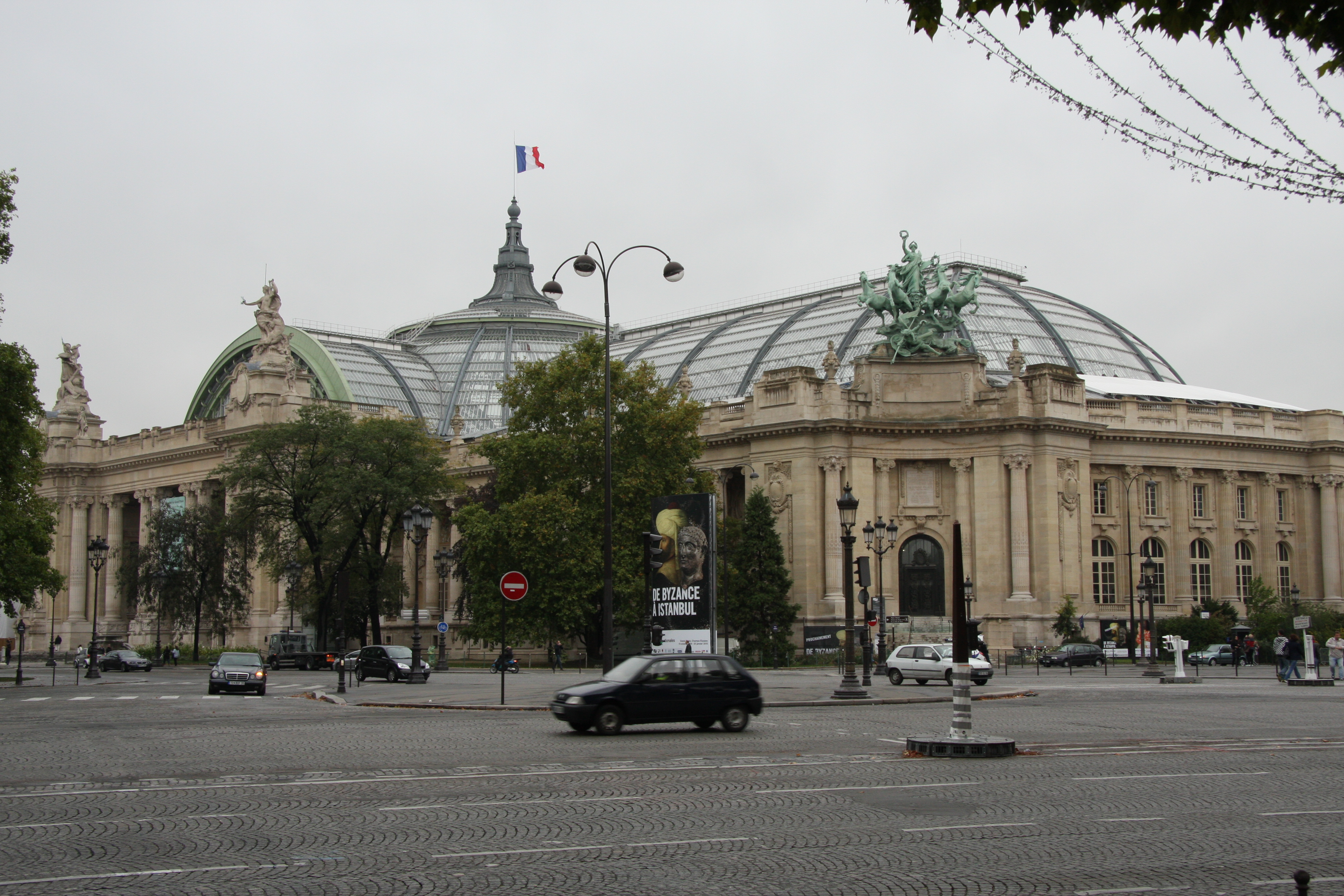
Palais du Champ Élysés
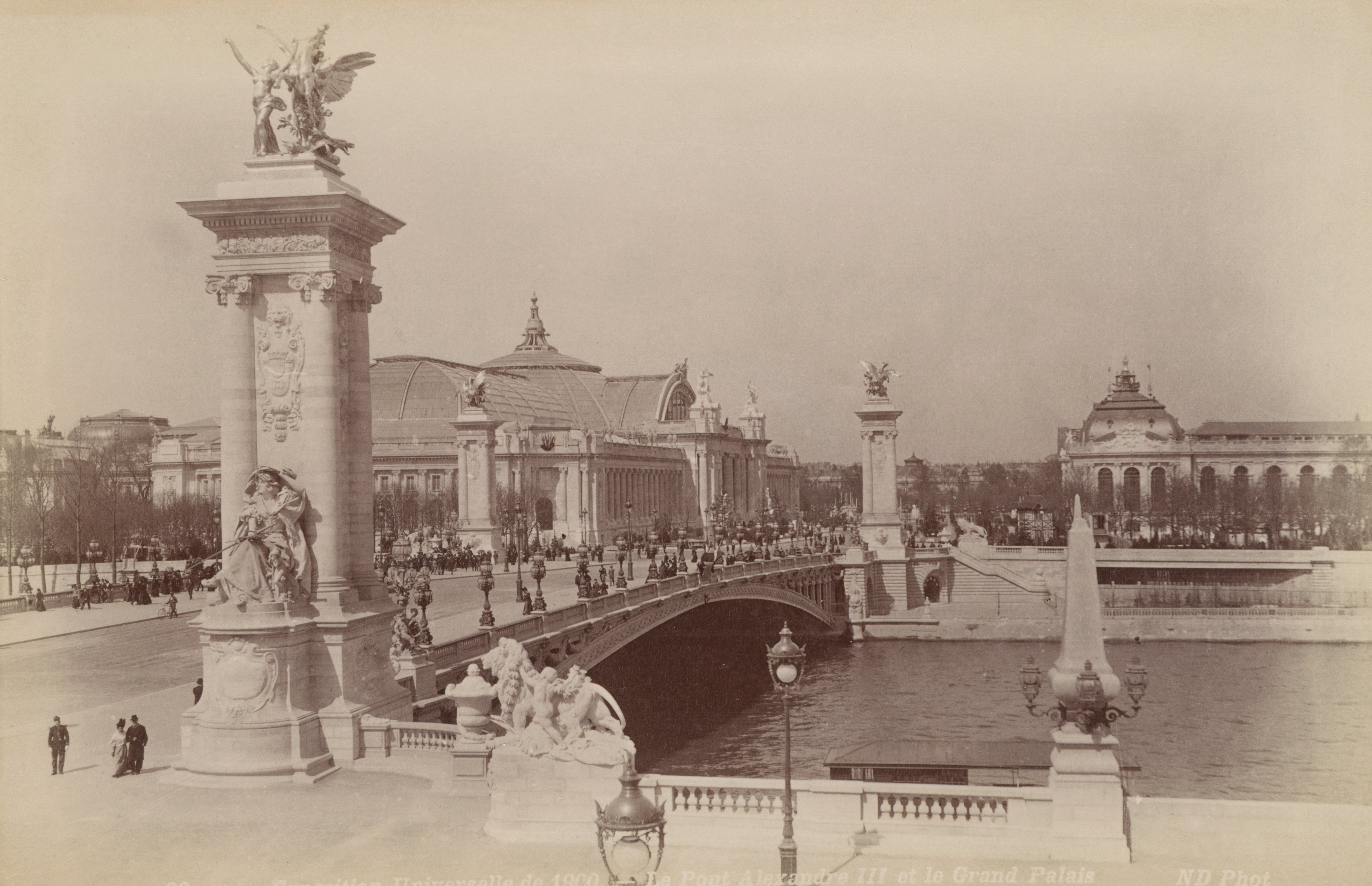
Le pont Alexandre III

## Quai des Nations

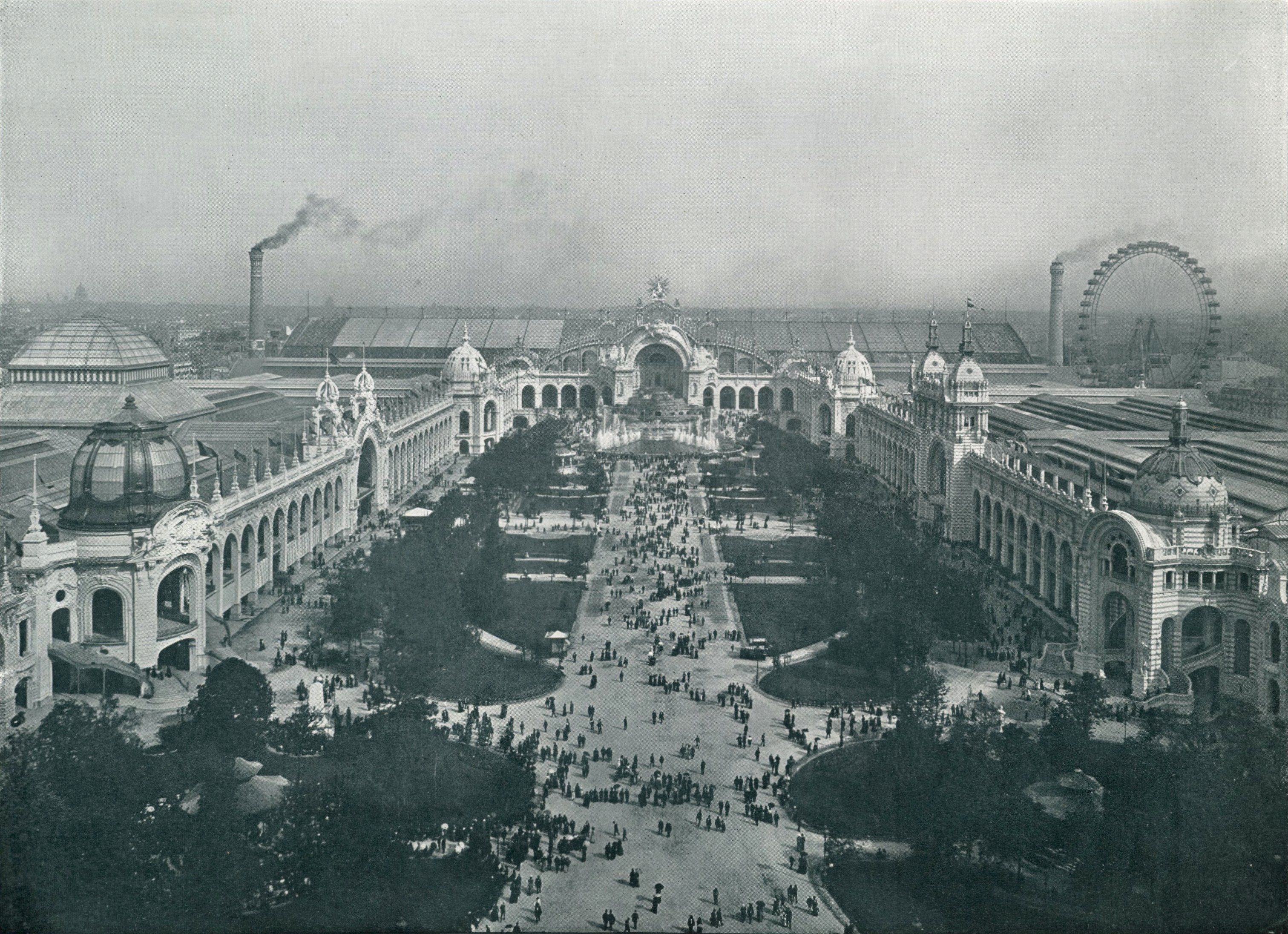
Le Champ de Mars, vista desde la Torre Eiffel

Los pabellones nacionales fueron instalados en la orilla del río Sena, en La calle de las Naciones, la cual comenzaba en el puente des invalides y recorría ambos lados del río, hasta detenerse en el planetario Globo Celeste. Justo antes de arribar al final del corredor de la Feria, el puente D'Iéna divide la explanada de la exposición colonial de Champ de Mars, campo en el que se instalaron los inmuebles de las distintas disciplinas (ingeniería civil,  química, metalurgia y minería, arte, diseño, economía, colonización e industrias diversas) y donde actualmente se encuentra la Torre Eiffel. 
Cada nación debía de atender a las restricciones de espacialidad asignadas por el gobierno francés para el correcto diseño y ejecución de los pabellones, contando con un espacio de poco más de 1000 m² por pabellón,medida que se estableció después de considerar el espacio peatonal, el área de los carros y las dimensiones de cada uno de los muros. 
Francia contó con su propia área de pabellones, ubicada en Le Champ de Mars, lugar donde desplegó las instalaciones de sus productos, detrás y debajo de la Torre Eiffel.
Algunas de las naciones participantes en la Feria fueron Alemania, Austria, Bélgica, Bosnia-Herc., Bulgaria, Dinamarca, España, Gran Bretaña, Grecia, Hungría, Italia, Luxemburgo, Mónaco, Noruega, Países Bajos, Portugal, Rumania, Rusia, San Marino, Serbia, Suecia , Suiza, Turquía, Liberia, Marruecos, República de Sudáfrica, Estado Libre de Orange, Estados Unidos, Ecuador, Guatemala, México, Nicaragua, Perú, El Salvador, China, Corea, Japón, Persia, Siam, y Andorra, sin embargo, no todas las naciones instalaron un Pabellón en esta calle; las naciones participantes de los pabellones fueron: Alemania, Austria, Bélgica, Bosnia-Hercegovina, Bulgaria, China, Corea, Dinamarca, Ecuador, España, Estados Unidos, Gran Bretaña, incluido el Palacio de la India y el Palacio de las Colonias, Grecia, Guatemala, Hungría, Italia, Japón, Luxemburgo, Marruecos, México y El Salvador, Mónaco, Nicaragua, Noruega, Países Bajos, incluidas las Indias neerlandesas y Sumatra occidental, Perú, Persia, Portugal, incluido el pabellón colonial, Rumania, Rusia, incluidos Finlandia, San Marino, Serbia, Siam, Sudáfrica, incluido Transvaal , Suecia, Suiza, Turquía.

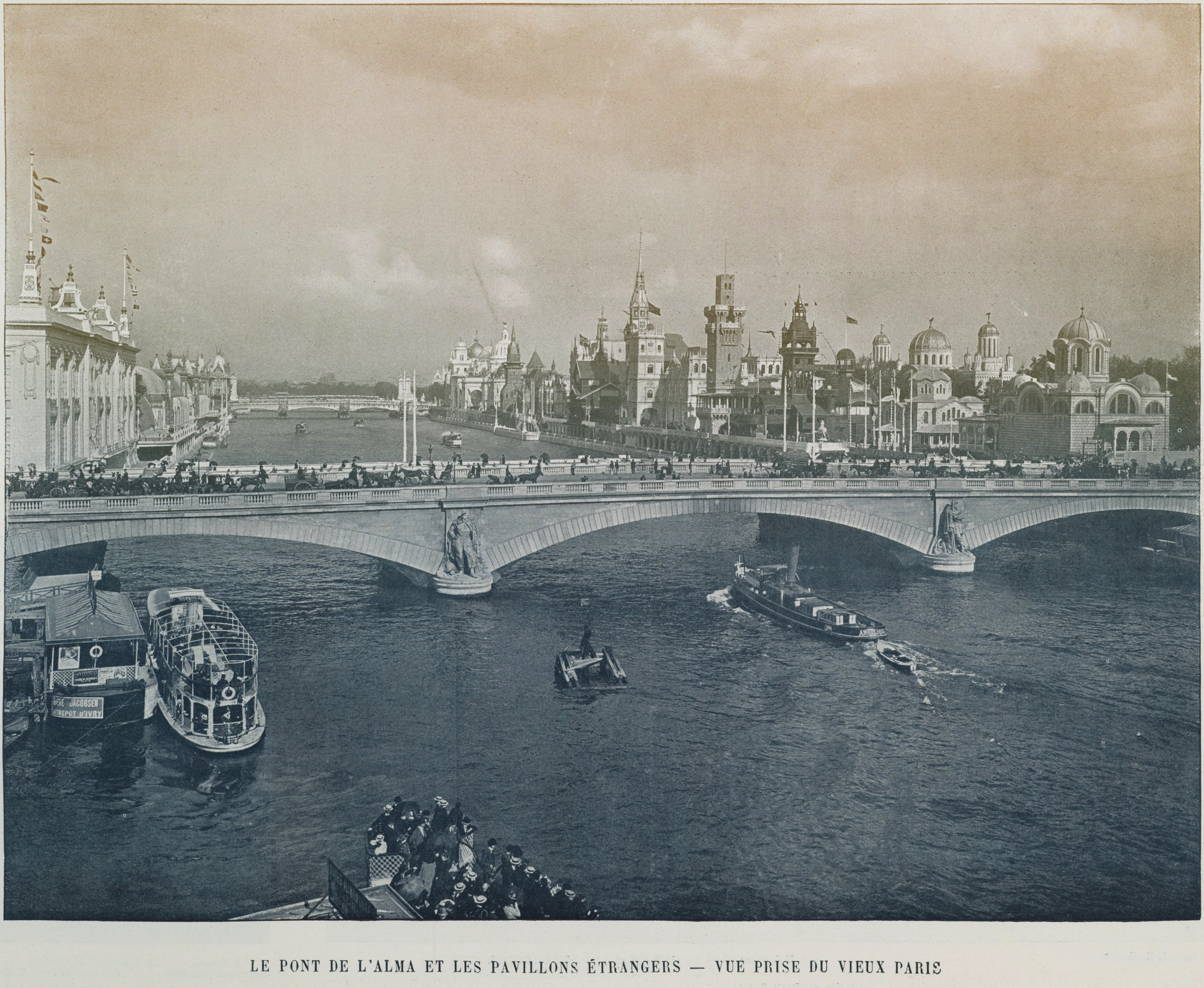
Pabellones nacionales, Le pont de l'Alma

### Pabellones coloniales
Los pabellones coloniales se distinguieron por mantener un estilo en menor formato, comparado con los pabellones de Quai des Nationes. Uno de los ejemplos de esto, puede ser la participación de Portugal en la exposición, mientras en los pabellones nacionales, la base de este era rectangular y mantenía una estructura de forma visible, su pabellón colonial se distinguió por su forma de cruz griega y el uso de ángeles con base cilíndrica en el exterior de los muros.
Las colonias francesas participaron con sus pabellones, además de algunas colonias de otras naciones.
Las colonias francesas fueron Argelia, Congo francés, Costa de Marfil, Dahomey, Guadalupe, Guayana Francesa, Guyana, India francesa, Indochina (Camboya / Tonkin), Madagascar, Martinica, Mayotte et les Comores, Nueva Caledonia, Oceanía francesa, Reunión, San Pedro y Miguel, Senegal, Somalia francesa, Sudán, Túnez; en cambio, los pabellones de otras colonias fuera de Francia fueron India (GR. BRET.), Canadá (GR. BRET.), Western Australia (GR. BRET.), Other British Colonies, Dutch East Indies (COL-NETH.), Portugal colonial, Finlandia (RUSIA).

## Secciones y reglamento
La organización de Francia, al recibir las cartas de aceptación de participación de la Exposición por parte de las naciones invitadas, envió a su vez, un listado de clasificaciones para los productos y un reglamento de restricciones y concesiones aceptadas para la Feria:

### Clasificaciones
- I. Enseñanza y educación
- II. Obras de arte
- III. Instrumentos y procedimientos generales de las letras, ciencias y artes
- IV. Materiales y procedimientos generales de mecánica
- V. Electricidad
- VI. Ingeniería civil. Medios de transporte
- VII. Agricultura
- VIII. Horticultura y arboricultura
- IX. Bosques-caza-pesca-recolecciones
- X. Alimentos
- XI. Minas-Metalurgia
- XII. Decoración y mobiliarios de los edificios públicos y de las habitaciones
- XIII. Hilados-Tejidos-Vestidos
- XIV. Industria química
- XV. Industrias diversas
- XVI. Economía social
- XVII. Colonización
- XVIII. Ejércitos de tierra y de mar.
- Restricciones

Las restricciones variaron entre clasificaciones en consecuencia de la naturaleza de los materiales, por tanto, para la clasificación de Bellas Artes, quedaron excluidas las copias tanto en el mismo tipo de material como en alguno diferente; cuadros, dibujos y grabados sin marco, así como los grabados de materiales industriales y esculturas de barro no cocido. 
Para la clasificación de productos industriales, los materiales fulminantes y detonantes quedaron excluidos, también quedaron fuera, aceites, alcoholes, esencias, especias y cualquier material susceptible a alterar productos que estuvieran expuestos o que pudiesen causar molestia alguna al público y que no estuvieran empaquetadas en envases especiales. 
Los expositores extranjeros debían de enviar su documentación antes del 15 de febrero de 1899 para ser acreedores a este título y debían de haber enviado sus trabajos hasta el 28 de febrero de 1900. Si el objeto enviado pertenecía a la subclasificación de exposición, entonces quedaba a cargo de la Aduana de Francia y del almacén de depósitos; sin embargo, si el producto enviado estaba subclasificado para el consumo, se debían de pagar los correspondientes derechos.

## Bellas Artes
El tema de la Feria consistía en mirar hacia el pasado, para dirigirse hacia la industrialización y la globalización, por lo cual, muchas de las exposiciones se remitían a hacer alarde de los avances tecnológicos y científicos que las distintas naciones habían desarrollado entre la última de las Exposiciones y la de ese momento, sin embargo, en el campo de las Bellas Artes, el gobierno parisiense utilizó como estandarte francés la producción artística que se enseñaba en ese momento en las Academias, el cual consistía en utilizar las influencias históricas de distintas épocas y generar un nuevo estilo que combinara todas estas. Este rubro, aunque se trató de no ser un punto imperante, fungió como censurante para obras de estilo vanguardistas, provocando que artistas como Claude Monet y Pierre-August Renoir, dejaran la capital en busca de sitios de inspiración y haciendo, de manera casi atrayente, que creadores como Camille Pissarro se instalaran de manera indefinida en la capital.  

### Art Nouveau
El Art Nouveau fue un estilo de creación artística que comenzó a originarse en 1830, como una respuesta a la creciente modernización en Europa, con lo cual los artistas que encabezaban este movimiento se dieron a la tarea de recuperar técnicas del pasado sin presentar un manifiesto histórico, era simplemente recuperar estas técnicas y configurar un nuevo estilo conforme a los nuevos materiales.
Las creaciones eran realizadas artesanalmente, evitando lo máximo posible el uso de herramientas industrializadas, lo cual significó un problema para la exposición de este estilo, ya que la temática de la exposición era el vistazo al pasado para avanzar hacia la industrialización del futuro, lo cual, en ambos casos, representaba una doble descalificación, el art Nouveau se oponía a las dos. Aun así, este estilo de joyería llamó la atención de las clases altas, lo cual produjo una nueva demanda en el mercado de este tipo de arte. Se debe aclarar que una de las características del art nouveau es la originalidad y la autenticidad, además de su producción artesanal, por lo cual, la alta demanda de productos provocó que los artistas que elaboraban estas piezas se vieran sobrepasados y eventualmente, este mercado cayera.

### Fotógrafos
- Aurélio da Paz do Reis: nació el 28 de julio de 1862 en la ciudad de Oporto y falleció el 19 de septiembre de 1931 en la misma ciudad. Este fotógrafo memorizó la Exposición Universal en forma de fotografía, siendo acreedor de la medalla al mérito.[9]
- J.J. Azevedo: Las fotografías que tomó de la exposición fueron publicadas en la revista O Occidente.[9]
- William Henry Goodyear: fue el primer curador del Museo de artes finas Brooklyn en 1899 e historiador de arte y arquitectura. En 1900, viajó a París junto al fotógrafo Joseph Hawkes, quienes, juntos, tomaron un acervo fotográfico de la vida diaria en las calles de la exposición, pabellones, estatuas y algunas otras estructuras.[12]

## Inventos
El inventor español y catedrático de Física Eugenio Cuadrado Benéitez (Carbellino de Sayago, 1855 – Zamora, 1914) acudió a la Exposición para presentar su «excitador eléctrico universal», que fue bautizado con el nombre de «la Centella», así como los resultados de sus trabajos de investigación que fueron internacionalmente reconocidos, resultando galardonado con una medalla de oro.
El músico e inventor español Baldomero Cateura (Palamós, 1856 - Barcelona, 1929) fue galardonado con la medalla de bronce por el piano de su invención llamado piano pedalier o piano Cateura.[cita requerida]

## Galería de imágenes

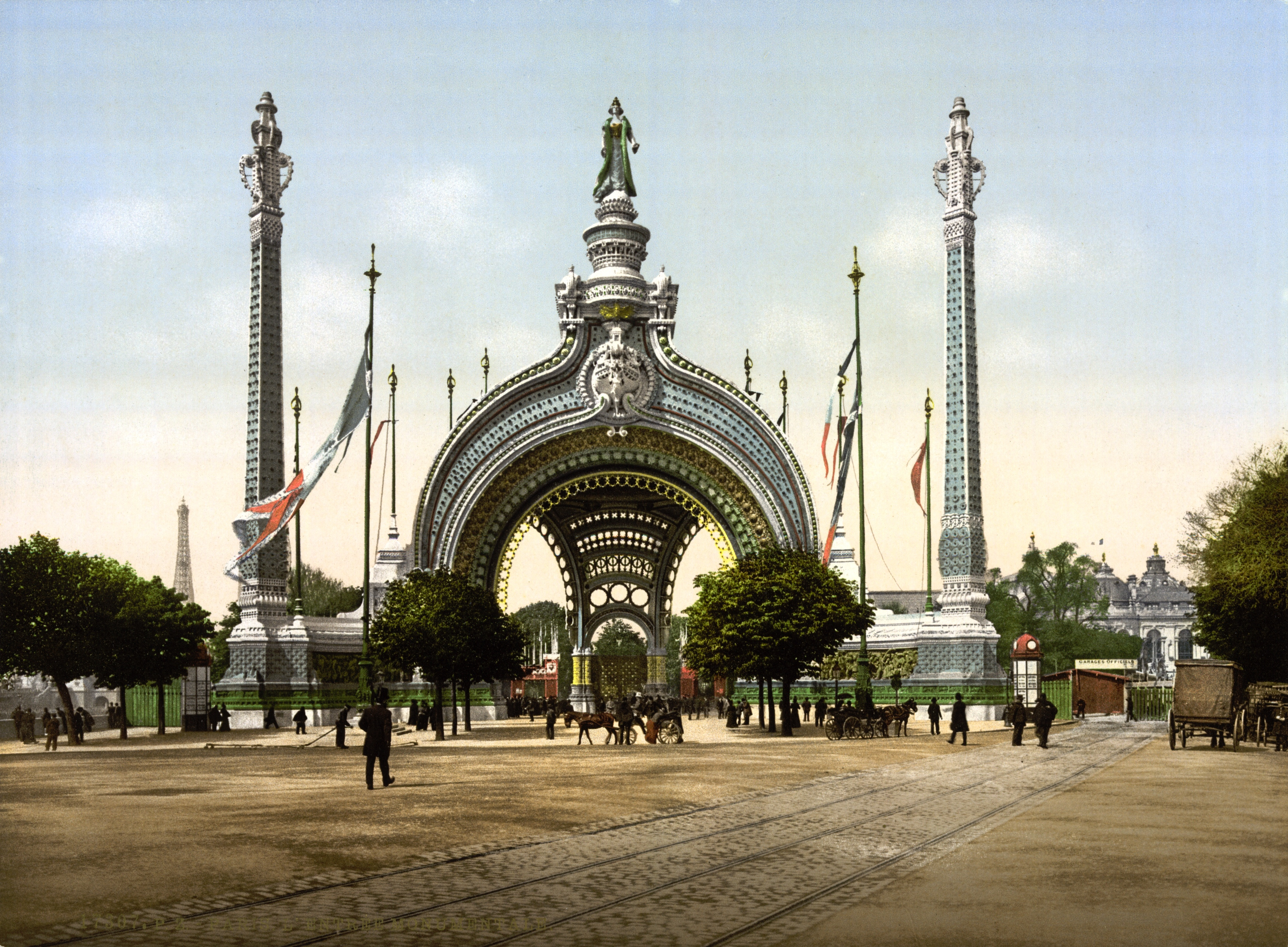
Entrada principal de la exposición.
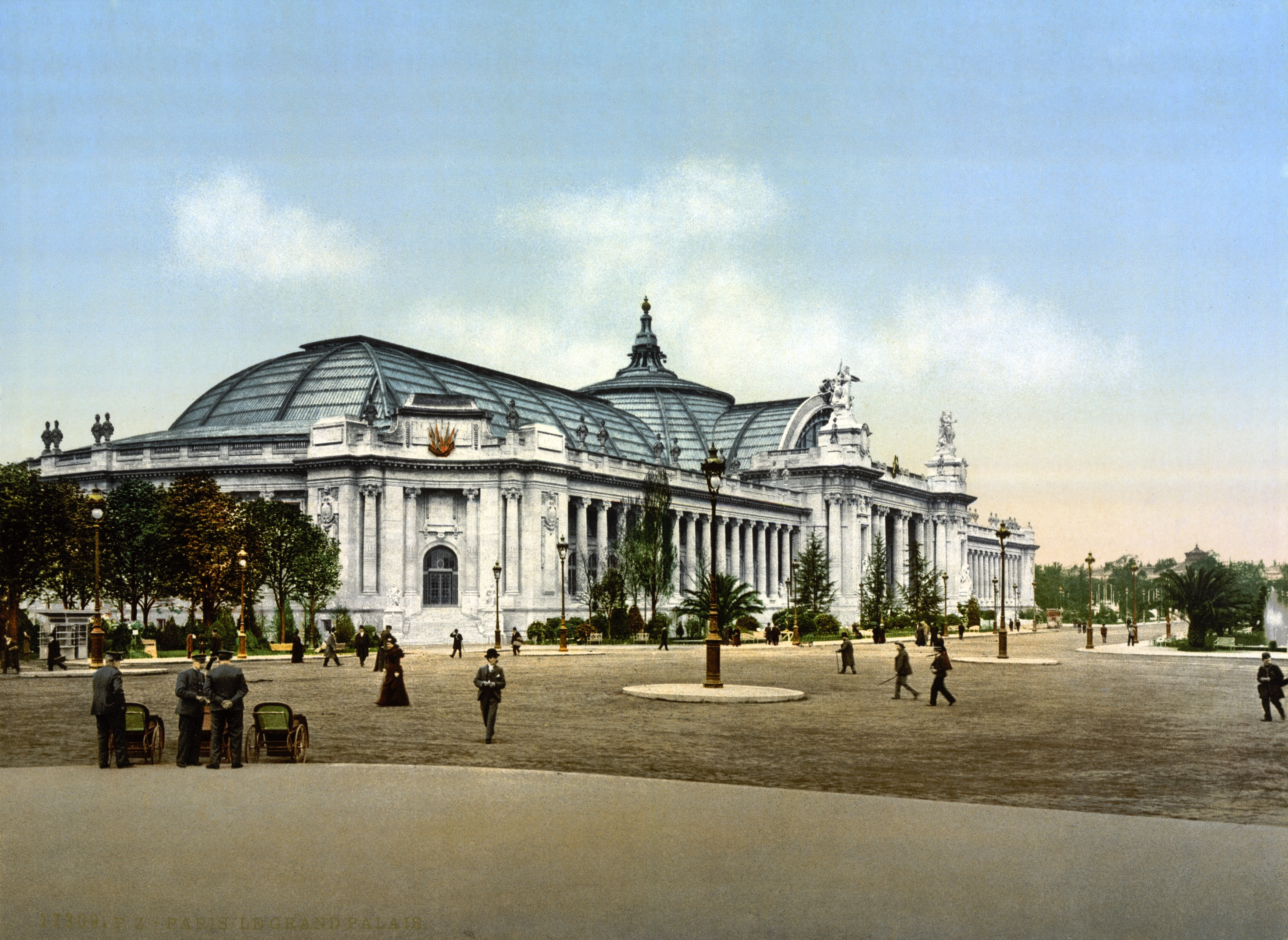
El Grand Palais.
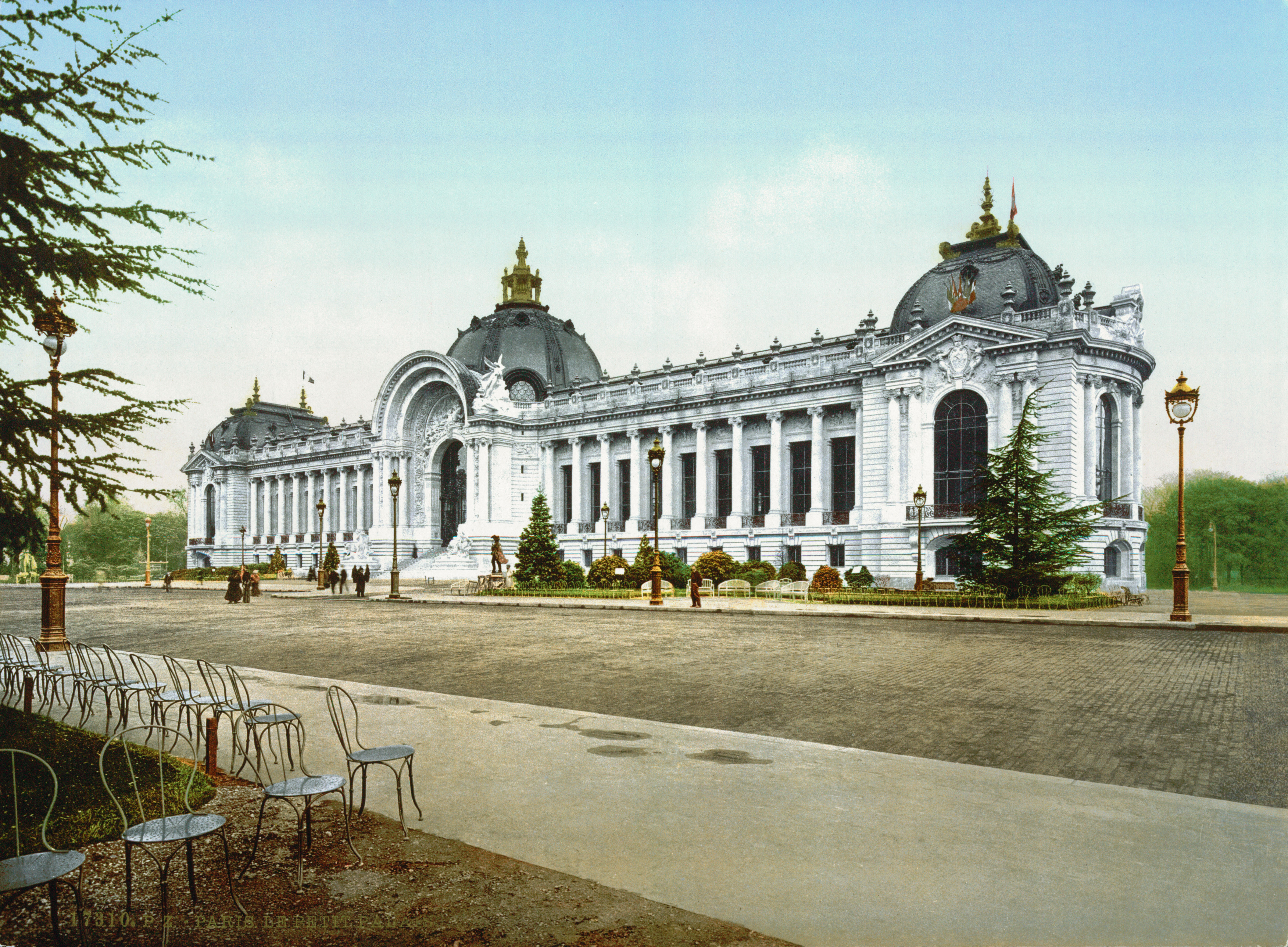
El Petit Palais.
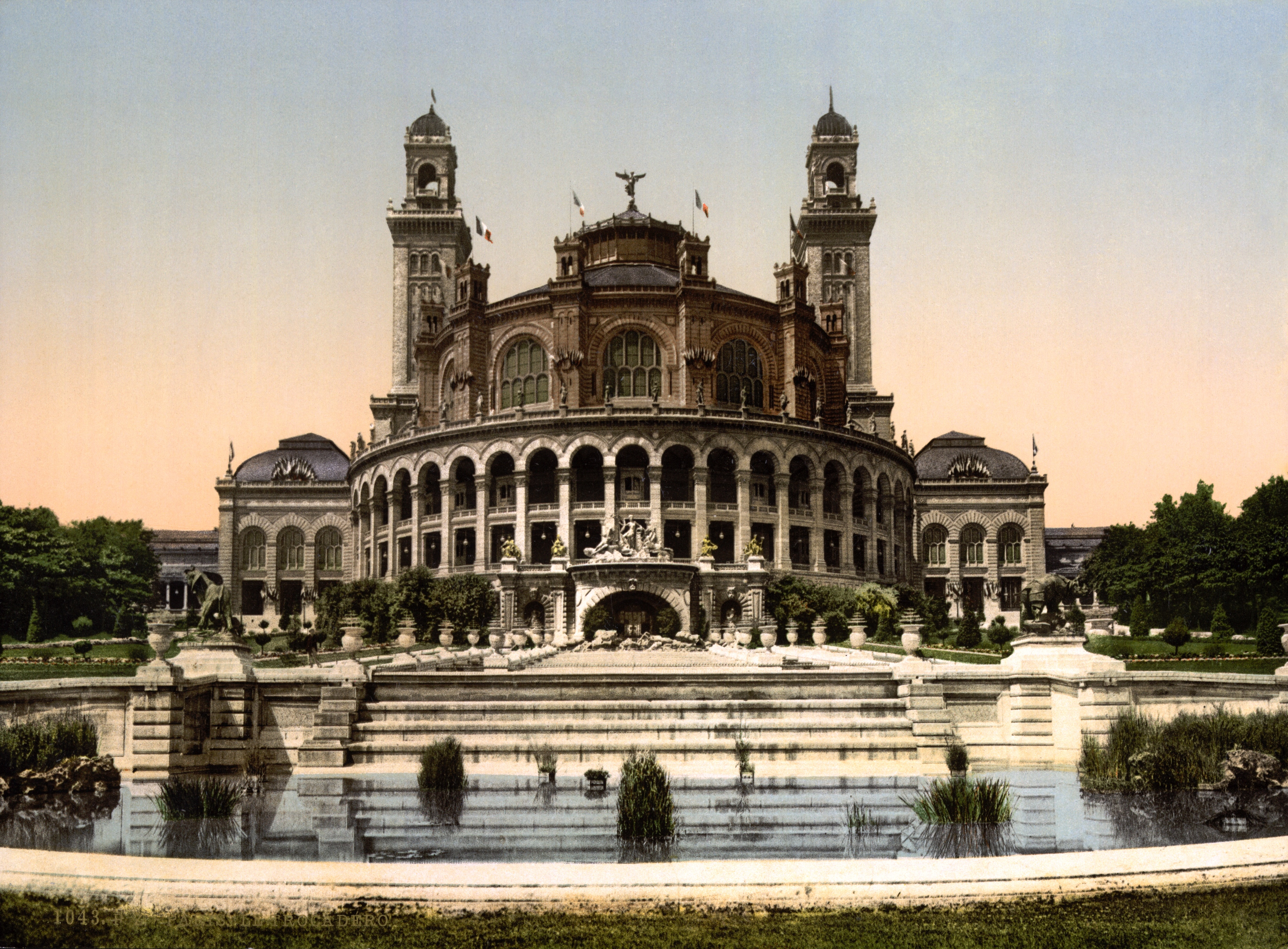
El Trocadero.
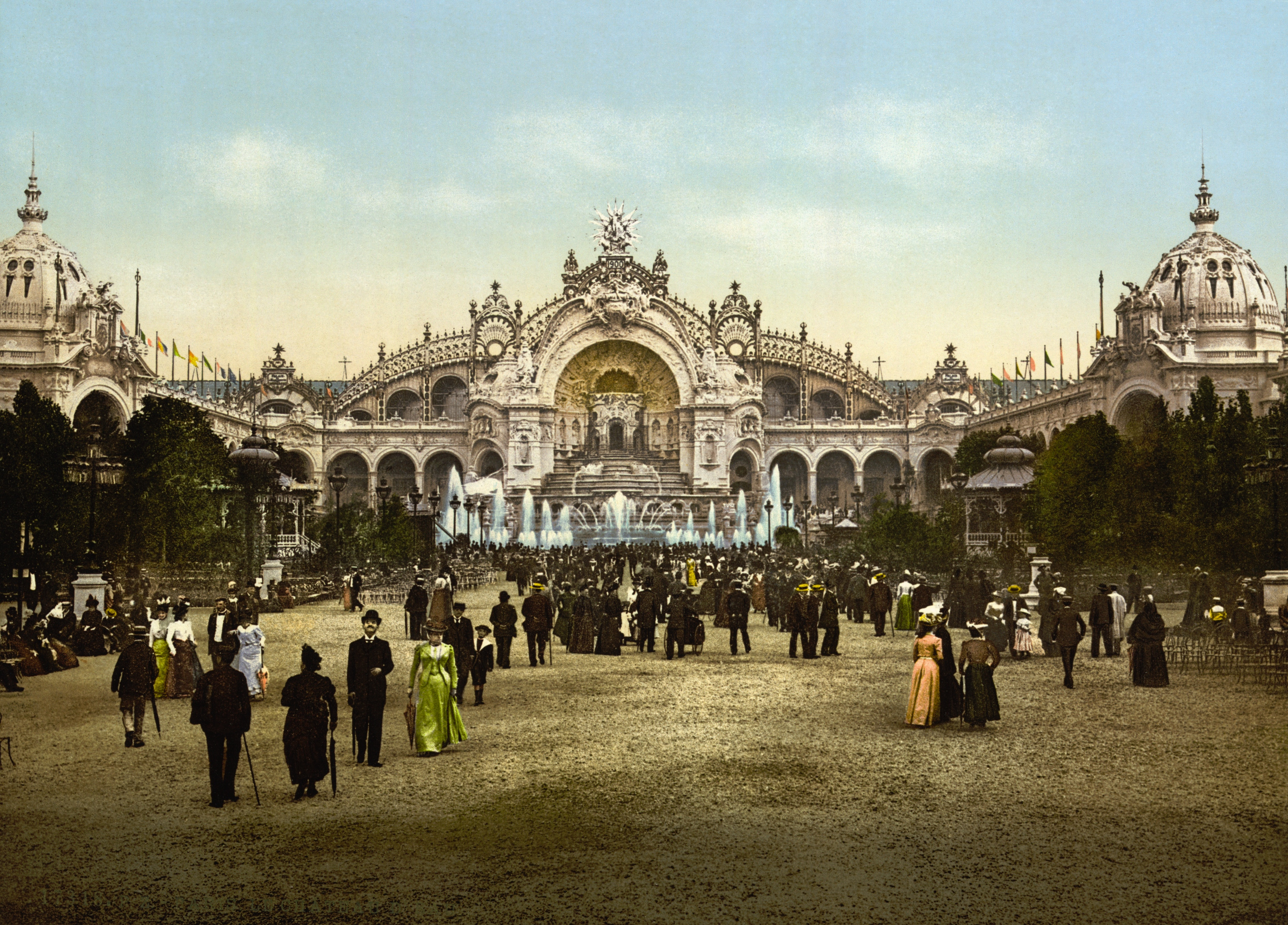
Palacio de la Electricidad.